# جوسلين وانا
جوسلين وانا (بالفرنسية: Josselin Ouanna) (مواليد 14 أبريل 1986) هو لاعب تنس فرنسي من أصل غوادلوبّي. وُلد في تور وبدأ مسيرته الاحترافية عام 2004. يلعب باليد اليمنى ويبلغ طوله 1.93 مترًا.
حقق وانا أفضل تصنيف له في منافسات الفردي في رابطة محترفي التنس بوصوله إلى المركز 88 في 5 أكتوبر 2009، وكان ضمن جيل من اللاعبين الفرنسيين الشباب الذين تلقوا دعمًا من الاتحاد الفرنسي للتنس.
شارك في البطولات الأربع الكبرى، وبرز بشكل خاص في بطولة فرنسا المفتوحة (رولان غاروس) عام 2009 حيث بلغ الدور الثالث.
بلغت أرباحه الإجمالية من الجوائز حوالي 723 ألف دولار أمريكي.

## سيرته المهنية
في 2004، شارك في بطولة أستراليا المفتوحة للناشئين، وخسر في المباراة النهائية أمام زميله الفرنسي جايل مونفيس (6-0 ، 6-3). بعد ذلك بوقت قصير، شارك في أول بطولة تشالنجر له في شيربورج ووصل إلى الدور ربع النهائي. في سبتمبر من نفس العام ، فاز بأول بطولة احترافية له .
في عام 2007 ، وصل إلى الدور ربع النهائي في بطولات Tunica و Freudenstadt. وفاز ببطولتين فيوتشرز في فرنسا هذا العام.
في عام 2008 ، وصل إلى الدور ربع النهائي من أربع بطولات تشالنجر في وقت مبكر من الموسم. خسر أمام الأرجنتيني خوان مارتين ديل بوترو في مجموعات متتالية (3-6 ، 2-6 ، 3-6) في الجولة الأولى. ثم خسر مرتين في ربع نهائي بطولات تشالنجر الفرنسية ، قبل أن يفوز بدورة رين تشالنجر ضد أدريان مانارينو. عرف جوسلين أوانا نفسه في بطولة ليون ، حيث هزم العالم رقم 46 إيفان ليوبيتشيتش ، ثم نيكولاس لابينتي قبل أن يخسر أمام جيل سيمون.حيث أهله هذا الأداء للفوز بأول بطولة ماسترز فرنسا. ومع ذلك ، فقد تم إقصاؤه من مرحلة البلياردو ضد جوليان بينيتو وجيل سيمون ومارك جيكويل.
في أبريل 2009 ، فاز ببطولة التحدي في سانت بريوك ضد أدريان مانارينو في ثلاث مجموعات (7-5 ، 1-6 ، 6-4).
حصل Ouanna على بطاقة جامحة لبطولة فرنسا المفتوحة لعام 2009 ، مما منحه الظهور الثاني في جراند سلام. اجتاز الدور الأول بإقصاء الإسباني مارسيل جرانولرس في خمس مجموعات (7-5 ، 2-6 ، 3-6 ، 7-6 ، 6-1). في الجولة الثانية ، تغلب على أحد أبطال طفولته ، المصنف 20 والمركز الأول عالميًا السابق مارات سافين ، الذي كان يلعب آخر بطولة فرنسية له ، في خمس مجموعات (7-62 ، 7-664 ، 3-6 ، 4-6 ، 10-8). هذا الانتصار، الأول له ضد أفضل 30 جعله معروفًا للجمهور. ثم خسر أوانا في الدور الثالث أمام فرناندو جونزاليس في ثلاث مجموعات (7-5 ، 6-3 ، 7-5).
في بطولة الولايات المتحدة المفتوحة لعام 2009، خسر أمام غونزاليس مرة أخرى وهذه المرة في الجولة الثانية. بعد البطولة، دخل في قائمة أفضل 100 فريق لأول مرة.
في بطولة فرنسا المفتوحة 2010، تغلب على ukasz Kubot في الجولة الأولى قبل أن يخسر أمام Jo-Wilfried Tsonga في الجولة الثانية.
في عام 2012 ، فاز ببطولات تشالنجر في شيربورج وسان ريمي دي بروفانس وصعد مجددًا 256 مركزًا في تصنيفات اتحاد لاعبي التنس المحترفين على مدار العام ، ووصل إلى المركز 120 في نهاية العام.
بعد أن خسر نيكولاس ماهوت مكانه في البطولة ، استعاد Ouanna بطاقة جامحة للمشاركة في بطولة أستراليا المفتوحة 2013. خسر أمام اليخاندرو فالا في الجولة الأولى ، في مجموعات متتالية (4-6 ، 5-7 ، 4-6).

## روابط خارجية
- جوسلين وانا على موقع رابطة محترفي التنس (الإنجليزية)
- جوسلين وانا على موقع الاتحاد الدولي لكرة المضرب (الإنجليزية)
- جوسلين وانا على موقع خلاصة التنس.كوم (الإنجليزية)
- جوسلين وانا على موقع إي إس بي إن.كوم (الإنجليزية)